# Biegi narciarskie na Zimowych Igrzyskach Olimpijskich 1952
Konkurencje biegów narciarskich podczas Zimowych Igrzysk Olimpijskich w 1952 roku zostały przeprowadzone w dniach 18 - 23 lutego 1952 w stolicy Norwegii, Oslo. W ramach igrzysk zawodniczki i zawodnicy walczyli w czterech konkurencjach: trzech indywidualnych (biegach mężczyzn na 18 km i 50 km oraz biegu na 10 km kobiet) oraz w sztafecie męskiej – łącznie rozdano zatem cztery komplety medali. O medale igrzysk olimpijskich biegacze narciarscy rywalizowali po raz szósty, a biegaczki po raz pierwszy w historii.

## Terminarz
| Data           | Miejscowość | Konkurencja                 | Złoto            | Srebro           | Brąz             |
| -------------- | ----------- | --------------------------- | ---------------- | ---------------- | ---------------- |
| 18 lutego 1952 | Oslo        | Bieg mężczyzn na 18 km      | Hallgeir Brenden | Tapio Mäkelä     | Paavo Lonkila    |
| 20 lutego 1952 | Oslo        | Bieg mężczyzn na 50 km      | Veikko Hakulinen | Eero Kolehmainen | Magnar Estenstad |
| 23 lutego 1952 | Oslo        | Sztafeta mężczyzn 4 × 10 km | Finlandia        | Norwegia         | Szwecja          |
| 23 lutego 1952 | Oslo        | Bieg kobiet na 10 km        | Lydia Wideman    | Mirja Hietamies  | Siiri Rantanen   |

## Mężczyźni

### 18 km
| Miejsce | Państwo   | Zawodnik         | Czas      |
| ------- | --------- | ---------------- | --------- |
|         | Norwegia  | Hallgeir Brenden | 1:01:34.0 |
|         | Finlandia | Tapio Mäkelä     | 1:02:09.0 |
|         | Finlandia | Paavo Lonkila    | 1:02:20.0 |
| 4.      | Finlandia | Heikki Hasu      | 1:02:24.0 |
| 5.      | Szwecja   | Nils Karlsson    | 1:02:56.0 |
| 6.      | Norwegia  | Martin Stokken   | 1:03:00.0 |
| 7.      | Szwecja   | Nils Täpp        | 1:03:35.0 |
| 8.      | Finlandia | Tauno Sipilä     | 1:03:40.0 |
| 9.      | Szwecja   | Gunnar Östberg   | 1:03:44.0 |
| 10.     | Finlandia | Toivo Oikarinen  | 1:04:07.0 |
| . . .   |           |                  |           |
| 41.     | Polska    | Tadeusz Kwapień  | 1:11:40.0 |

Data: 18.02.1952

### 50 km
| Miejsce | Państwo   | Zawodnik         | Czas      |
| ------- | --------- | ---------------- | --------- |
|         | Finlandia | Veikko Hakulinen | 3:33:33.0 |
|         | Finlandia | Eero Kolehmainen | 3:38:11.0 |
|         | Norwegia  | Magnar Estenstad | 3:38:28.0 |
| 4.      | Norwegia  | Olav Økern       | 3:38:45.0 |
| 5.      | Finlandia | Kalevi Mononen   | 3:39:21.0 |
| 6.      | Szwecja   | Nils Karlsson    | 3:39:30.0 |
| 7.      | Norwegia  | Edvin Landsem    | 3:40:43.0 |
| 8.      | Norwegia  | Harald Maartmann | 3:43:43.0 |
| 9.      | Finlandia | Pekka Kuvaja     | 3:46:31.0 |
| 10.     | Szwecja   | Anders Törnkvist | 3:49:22.0 |

Data: 20.02.1952

### Sztafeta 4 × 10 km
| Miejsce | Państwo        | Zawodnicy                                                             | Czas      |
| ------- | -------------- | --------------------------------------------------------------------- | --------- |
|         | Finlandia      | Heikki Hasu Paavo Lonkila Urpo Korhonen Tapio Mäkelä                  | 2:20:16.0 |
|         | Norwegia       | Magnar Estenstad Mikal Kirkholt Martin Stokken Hallgeir Brenden       | 2:23:13.0 |
|         | Szwecja        | Nils Täpp Sigurd Andersson Enar Josefsson Martin Lundström            | 2:24:13.0 |
| 4.      | Francja        | Gérard Pérrier Benoît Carrara Jean Mermet René Mandrillon             | 2:31:11.0 |
| 5.      | Austria        | Hans Eder Friedrich Krischan Karl Rafreider Josef Schneeberger        | 2:34:36.0 |
| 6.      | Włochy         | Arrigo Delladio Nino Anderlini Federico De Florian Vincenzo Perruchon | 2:35:33.0 |
| 7.      | Niemcy         | Hubert Egger Albert Mohr Heinz Hauser Rudi Kopp                       | 2:36:37.0 |
| 8.      | Czechosłowacja | Vladimír Šimůnek Štefan Kovalčík Vlastimil Melich Jaroslav Cardal     | 2:37:12.0 |
| 9.      | Szwajcaria     | Fritz Kocher Walter Lötscher Alfred Kronig Alfons Supersaxo           | 2:38:00.0 |
| 10.     | Rumunia        | Moise Crăciun Manole Aldescu Dumitru Frăţilă Constantin Enache        | 2:38:23.0 |

Data: 23.02.1952

## Kobiety

### 10 km
| Miejsce | Państwo   | Zawodniczka                | Czas    |
| ------- | --------- | -------------------------- | ------- |
|         | Finlandia | Lydia Wideman              | 41:40.0 |
|         | Finlandia | Mirja Hietamies            | 42:39.0 |
|         | Finlandia | Siiri Rantanen             | 42:50.0 |
| 4.      | Szwecja   | Märta Norberg              | 42:53.0 |
| 5.      | Finlandia | Sirkka Polkunen            | 43:07.0 |
| 6.      | Norwegia  | Rakel Wahl                 | 44:54.0 |
| 7.      | Norwegia  | Marit Øiseth               | 45:04.0 |
| 8.      | Szwecja   | Margit Albrechtsson-Asberg | 45:06.0 |
| 9.      | Szwecja   | Eivor Alm                  | 45:20.0 |
| 10.     | Norwegia  | Gina Sigstad               | 45:37.0 |

Data: 23.02.1952

## Klasyfikacja medalowa
| Lp. | Kraj      | złoto | srebro | brąz | razem |
| --- | --------- | ----- | ------ | ---- | ----- |
| 1.  | Finlandia | 3     | 3      | 2    | 8     |
| 2.  | Norwegia  | 1     | 1      | 1    | 3     |
| 3.  | Szwecja   | 0     | 0      | 1    | 1     |